# Hold Me Tight
"Hold Me Tight" é uma canção composta por Paul McCartney, que é a segunda faixa do lado dois do álbum With the Beatles, de 1963. Acompanhado nos vocais por John Lennon e George Harrison, McCartney canta à estilo Little Richard, como em "I Saw Her Standing There". Esta música também fez parte da trilha sonora do musical inspirado nas canções dos Beatles, Across the Universe.

## Créditos
- Paul McCartney – vocal, baixo, palmas
- John Lennon – vocal de apoio, guitarra rítmica, palmas
- George Harrison – vocal de apoio, guitarra solo, palmas
- Ringo Starr – bateria, palmas
- George Martin – produção
- Norman Smith – engenharia

Créditos por Ian MacDonald.